# Following the Sun
Following the Sun — песня, написанная в 2003 году проектом Enigma. Сингл стал вторым релизом с альбома Voyageur. В записи песни принимала участие Рут-Энн Бойл.

## Список композиций

### Promo CD Single (EU)
- Following the Sun [radio edit] (4:12)
- Following the Sun [album version] (5:48)
- Voyageur [Fab 4 mix] (4:30)

### CD Single (EU)
- Following the Sun [radio edit] (4:12)
- Following the Sun [album version] (5:48)
- Voyageur [Fab 4 mix] (4:30)